# Abu Ishaq al-Isfarayini
Abū Isḥāq ʿAlī ibn Faḍl ibn Aḥmad al-Isfarāyīnī (in persiano ﺍﺑﻮ ﺍﺳﺤﺎﻕ ﻋﻠﻲ ﺍلاﺳﻔﺮﺍﻳﻨﻲ‎; Isfarāyīn, 949 – febbraio 1027) è stato un teologo persiano.
Giurista sunnita di scuola giuridica sciafiita  e di orientamento teologico ashʿarita, fu influenzato da Ibn Fūrak e da Bāqillānī e, a sua volta, influenzò al-Māwardī ʿAbd al-Qāhir al-Baghdādī
Fu anche un logico, un esegeta coranico e un esperto di ḥadīth. 

Con Ibn Fūrak fu il principale referente della teologia sunnita ash'arita a Nīshāpūr.

## Biografia
Al-Isfarāyīnī nacque a Isfarāyīn nel NO del Khorasan. Si sa molto poco della sua gioventù salvo che ricevette un'istruzione islamica accurata, centrata sul diritto islamico, sulla teologia e sul credo islamico (ʿaqīda). 
In gioventù, al-Isfarāyīnī si recò a Baghdad per approfondire i propri studi e seguì le lezioni di alcuni dei più importanti studiosi sunniti del suo tempo, tra cui Bāhilī, Bāqillānī e Ibn Fūrak.
Al-Isfarāyīnī lasciò poi Baghdad e tornò nel suo villaggio natale in  Khorasan, malgrado la stima guadagnatasi nella capitale califfale. In seguito accettò l'invito di recarsi a Nīshāpūr, dove una Madrasa era stata costruita per lui. Dal 411 AH svolse insegnamento di ḥadīth nella moschea cattedrale di Nīshāpūr.

## Orientamento teologico
Al-Isfarāyīnī aderì alla visione teologica dell'Ashʿarismo sunnita e fu fortemente impegnato nella confutazione delle opinioni della setta della Karramiyya, che aveva idee antropomorfiche riguardo Allah.

## Morte
Al-Isfarāyīnī morì nel Muharram del 418 E. e fu inumato a Isfarāyīn. La sua tomba divenne mèta di pii pellegrinaggi.